# Кевін Чобот
Кевін Чобот (угор. Kevin Csoboth, нар. 20 червня 2000, Печ) — угорський футболіст, нападник клубу «Уйпешт» та національної збірної Угорщини.

## Клубна кар'єра
Народився 20 червня 2000 року в місті Печ. Вихованець юнацьких команд футбольного клубу «Ференцварош», а 2016 року перебрався до системи підготовки гравців португальської «Бенфіки».
У дорослому футболі дебютував 2019 року виступами за «Бенфіку Б», у якій провів два сезони на рівні другого дивізіону португальської першості, взявши участь у 18 матчах чемпіонату. 
Не отримавши перспектив пробитися до головної команди португальського гранда, 2021 року повернувся на батьківщину, ставши гравцем «Відеотона», де також фактично не грав.
Протягом частини 2022 року захищав кольори клубу «Сегед 2011», після чого уклав повноцінний контракт зі столичним «Уйпештом».

## Виступи за збірні
2016 року дебютував у складі юнацької збірної Угорщини (U-17), загалом на юнацькому рівні взяв участь у 16 іграх, відзначившись 5 забитими голами.
2023 року дебютував в офіційних матчах у складі національної збірної Угорщини. У травні 2024 року був включений до її заявки для участі у тогорічному чемпіонаті Європи.
| Дата       | Місто     | Господарі  | Результат | Гості    | Турнір            | Голи | Примітки |
| ---------- | --------- | ---------- | --------- | -------- | ----------------- | ---- | -------- |
| 23-3-2023  | Будапешт  | Угорщина   | 1 – 0     | Естонія  | товариський матч  | -    | 76'      |
| 27-3-2023  | Будапешт  | Угорщина   | 3 – 0     | Болгарія | Відбір до ЧЄ 2024 | -    | 73'      |
| 17-6-2023  | Подгориця | Чорногорія | 0 – 0     | Угорщина | Відбір до ЧЄ 2024 | -    | 58' 70'  |
| 7-9-2023   | Белград   | Сербія     | 1 – 2     | Угорщина | Відбір до ЧЄ 2024 | -    | 90+4'    |
| 10-9-2023  | Будапешт  | Угорщина   | 1 – 1     | Чехія    | товариський матч  | -    | 84'      |
| 17-10-2023 | Каунас    | Литва      | 2 – 2     | Угорщина | Відбір до ЧЄ 2024 | -    | 62'      |
| 16-11-2023 | Софія     | Болгарія   | 2 – 2     | Угорщина | Відбір до ЧЄ 2024 | -    | 59'      |
| Усього     |           | Матчів     | 7         |          | Голів             | 0    |          |